# Phaenobezzia mellipes
Phaenobezzia mellipes är en tvåvingeart som beskrevs av Wirth och Ratanaworabhan 1981. Phaenobezzia mellipes ingår i släktet Phaenobezzia och familjen svidknott.
Artens utbredningsområde är Thailand. Inga underarter finns listade i Catalogue of Life.